# Лэйн-Джойнт, Уильям
Уильям Лэйн-Джойнт (англ. William Russell Lane-Joynt; 27 марта 1855, Лимерик, Ирландия — 6 июня 1921, Дублин, Ирландия) — британский стрелок, серебряный призёр Олимпийских игр в Лондоне.
Родился в семье политика, окончил Тринити-колледж, после чего работал адвокатом. Лэйн-Джойнт входил в Королевское филателистическое общество Лондона и был занесён в «Список выдающихся филателистов».
Был женат, имел двух детей.